# Blu Basket 1971
El Blu Basket 1971, también patrocinado como Gruppo Mascio Treviglio, es un equipo de baloncesto italiano con sede en Treviglio, Lombardía. Compite en la Serie A2, la segunda división del baloncesto en Italia. Disputa sus partidos en el PalaFacchetti, con capacidad para 2.880 espectadores.

## Nombres
- Mauri Treviglio
- Pallacanestro Treviglio (2000)
- Mylena Treviglio (2000-2006)
- Intertrasport Blu Basket Treviglio (2006-2008)
- Intertrasport Treviglio (2008-2009)
- Blu Basket CoMark Treviglio (2009-2013)
- Blu Basket Gruppo Remer Treviglio (2013-2019)
- Blu Basket BCC Treviglio (2019-2021)
- Blu Basket Gruppo Mascio Treviglio (2021-)

## Posiciones en Liga
| Temporada | Nivel | Liga               | Pos. | J     | PL  | Resultado                |
| --------- | ----- | ------------------ | ---- | ----- | --- | ------------------------ |
| 2010-11   | 3     | Serie A Dilettanti | 8    | 15-13 | 0-2 | Cuartos de final Grupo A |
| 2011-12   | 3     | Serie A Dilettanti | 4    | 20-10 | 5-5 | Semifinales de promoción |
| 2011-12   | 3     | DNA                | 3    | 20-14 | 3-2 | Semifinales              |
| 2012-13   | 3     | DNA                | 8    | 18-16 |     |                          |
| 2013-14   | 3     | DNA Silver         | 3    | 18-10 | 1-3 | Cuartos de final         |
| 2014-15   | 2     | Serie A2           | 4    | 19-11 | 1-2 | Octavos de final         |
| 2015–16   | 2     | Serie A2           | 10   | 15-15 |     |                          |
| 2016–17   | 2     | Serie A2           | 6    | 16-14 | 2-3 | Octavos de final         |
| 2017–18   | 2     | Serie A2           | 8    | 15-15 | 0-3 | Octavos de final         |

fuente:eurobasket.com

## Palmarés
- Segundo Liga Regular A Dilettanti Grupo A (2009)

## Jugadores destacados
| - Andrea Bianchi - Diego Flaccadori - Matteo Formenti |  | - Raphael Gaspardo - Novar Gadson - Oscar Gugliotta |